# Emmanuel Augusto Nery
Nery, właśc. Emmanuel Augusto Nery (ur. 25 grudnia 1892 w Rio de Janeiro - zm. 5 listopada 1927 w Rio de Janeiro) – piłkarz brazylijski grający na pozycji środkowego obrońcy.
Nery karierę piłkarską rozpoczął w 1910 roku w klubie Fluminense FC, w którym grał do 1911 roku. W 1912 przeszedł do lokalnego rywala CR Flamengo, w którym grał do końca kariery, którą zakończył w 1919 roku. Największymi sukcesami w karierze klubowej Nery'ego było dwukrotne zdobycie mistrzostwa Stanu Rio de Janeiro – Campeonato Carioca w 1911 z Fluminense i 1914 z Flamengo.
W 1914 Nery zagrał w pierwszych oficjalnych meczach reprezentacji Brazylii, 21 lipca z Exeter City oraz 20 września międzypaństwowym z Argentyną. W tym samym roku zdobył z reprezentacją Brazylii Puchar Roca.
Jako piłkarz Flamengo wziął udział w turnieju Copa América 1916, czyli pierwszych w dziejach oficjalnych mistrzostwach kontynentalnych. Brazylia zajęła trzecie miejsce, a Nery zagrał we wszystkich trzech meczach - z Chile, Argentyną i Urugwajem.
Łącznie w reprezentacji rozegrał w latach 1914–1917 6 spotkań (9 jeśli liczyć mecze z drużynami klubowymi).